# Pesnja goda
Pesnja goda (in russo Песня года?; lett. "Canzone dell'anno") è il festival musicale più importante della Russia, e in passato dell'Unione Sovietica, in onda dal 1971. Di solito viene registrato a dicembre e trasmesso a Capodanno, con l'intento di premiare la canzone che ha ottenuto il maggior successo nell'anno trascorso.

## Descrizione

### Storia
È stato fondato nel 1971 con l'obiettivo di unire in un unico festival nazionale la competizione tra vari generi di canzoni (singoli, brani significativi di colonne sonore, recitazioni, canti corali e patriottici, ecc.) che fino ad allora erano stati presentati in diversi festival specializzati o trasmissioni radiofoniche e televisive.
Nelle prime edizioni (1971 - 1976) era un festival molto classicheggiante, sia nello stile e nell'arrangiamento delle canzoni, sia negli argomenti molto censurati che nella scenografia; a partire dal 1973 il festival venne trasmesso a colori e a partire dal 1977 si cominciò a sperimentare scenografie più variegate (uso esteso di chroma key,) e a variare anche di molto lo stile delle canzoni e l'abbigliamento degli artisti in gara; a partire dall'edizione del 1980, lo stile pop e l'abbigliamento rock iniziarono a diffondersi notevolmente, mentre dall'edizione del 1985-86 (con l'avvento della politica della Perestrojka) esplose il rock e uno stile più aggressivo. A partire dagli anni '90 si ritornò a un pop più melodico e il festival stesso cominciò a tenersi non più al teatro di Mosca in cui si era tenuto negli anni '70 e '80, ma in spazi molto più ampi, come arene e stadi.

### Caratteristiche
Al festival non venivano presentate canzoni inedite, ma tutte quelle che erano riuscite a ottenere, in vari modi (premiazioni locali o di settore, ottimo riscontro nel mercato, ecc.), una certa notorietà nell'anno che si stava concludendo.  Essendo un evento trasmesso in differita, le canzoni cantate dal vivo in playback venivano sovrapposte a registrazioni discografiche, per un migliore ascolto.
Un'altra caratteristica interessante nell'epoca sovietica erano i VIA (gli ensemble vocali e strumentali: le band folkloristiche, pop o rock, che partivano da stili musicali e d'abbigliamento della tradizione popolare slava) che vi prendevano parte: la VIA più celebre che vi prese parte furono gli Ariel (gruppo musicale).

### Personaggi legati al festival
Presentatori storici della trasmissione sono stati Igor Kirillov (1971 - 1975), Alexander Maslyakov (1976 - 1979) e Yevgeni Menshov (1988 - 2006), mentre dal 2007 il festival è condotto da Sergej Lazarev.
I principali artisti della kernesse sovietica sono stati Sofija Rotaru (76 canzoni interpretate in 42 finali), Lev Leshchenko, Iosif Kobzon, Valentina Tolkunova, Alla Pugačyova (venuta come ospite in Italia a Sanremo 1987), Irina Ponarovskaja, Ėdita P'echa, Ljudmila Senčina e Ksenija Anestovna Georgiadi.
Una famosa autrice di brani è stata a lungo Aleksandra Pachmutova.